# فیض‌آباد (زرندیه)
فیض آباد روستایی است از توابع بخش مرکزی شهرستان زرندیه در استان مرکزی ایران. این روستا در ضلع جنوبی شهر پرندک و در کنار اتوبان تهران-ساوه قرار دارد.

## این روستا از معدود روستاهایی هست که مهاجرت معکوس در آن اتفاق افتاده از سال 1387 با تاسیس دامداری برادران لطفی این مهاجرت معکوس صورت گرفت و سه دوره انتخابات رسمی شورای اسلامی برگزار که متعاقب آن  در روستا آمار جمعیتی  به تدریج  بالا رفت وتاسیسات زیربنایی مثل   آب و برق و گازرسانی و طرح هادی انجام شد
1. ↑  «درگاه ملی آمار> سرشماری عمومی نفوس و مسکن> نتایج سرشماری> نتایج تفصیلی سرشماری 1395 - شهرستان> جدول 1 جمعيت». www.amar.org.ir. دریافت‌شده در ۲۰۱۸-۰۴-۲۰.